# Angath
Angath is een gemeente in de Oostenrijkse deelstaat Tirol, en maakt deel uit van het district Kufstein.
Angath telt 960 inwoners.
Alpbach · Angath · Angerberg · Bad Häring · Brandenberg · Breitenbach am Inn · Brixlegg · Ebbs · Ellmau · Erl · Kirchbichl · Kramsach · Kufstein · Kundl · Langkampfen · Mariastein · Münster · Niederndorf · Niederndorferberg · Radfeld · Rattenberg · Reith im Alpbachtal · Rettenschöss · Scheffau am Wilden Kaiser · Schwoich · Söll · Thiersee · Walchsee · Wildschönau · Wörgl
- Gemeinsame Normdatei: 4320450-8
- Nationale Bibliotheek van Tsjechië: xx0243559
- Virtual International Authority File: 239607372
- WorldCat: E39PCjvYvgTp9WgbbvdKHjj3PP